# Venyera–1
A Venyera–1 a szovjet Venyera-program első űrszondája volt, melyet az NPO Lavocskin fejlesztett ki és épített.

## Jellemzői
A 650 kg tömegű szondát, amely szerkezetileg megegyezett a Szputnyik–7-tel, 1961. február 12-én egy L végfokozattal ellátott Molnyija hordozórakétával indították Bajkonurból a Vénusz felé. Először föld körüli pályára állították, melynek a földközeli pontja 229 km, a földtávoli pontja 282 km volt. Innen indították a Vénusz felé az L blokk főhajtóművének újraindításával.  Egy héttel az indítás után, 2 millió km távolságban a kapcsolat megszakadt. Mivel a szonda KDU–414 típusú pályakorrekciós hajtóművének beindítására a kapcsolat megszakadása miatt nem volt mód, a pályaszámítások szerint az űreszköz mintegy 100 000 km-rel haladt el a Vénusz mellett, majd Nap körüli pályára állt.

## A fedélzeten elhelyezett műszerek
- Magnetométer
- Mikrometeorit becsapódás-érzékelő
- Kozmikus sugárzás-mérő
- Ioncsapda

## Azonosítók
- USAF Sat Cat: 80
- COSPAR: 1961-Gamma-1

## Külső hivatkozások
- Az astronautix.com cikke
- A NASA cikke

| Elődje: Szputnyik–7 | Venyera–1 1961 | Utódja: Venyera–2 |